# گورستان ملایی
گورستان ملایی مربوط به دوران‌های تاریخی پس از اسلام است و در شهرستان لامرد، بخش علامرودشت، روستای ملایی واقع شده و این اثر در تاریخ ۱۰ دی ۱۳۸۱ با شمارهٔ ثبت ۶۷۹۱ به‌عنوان یکی از آثار ملی ایران به ثبت رسیده است.